# てんこう
地球低軌道環境観測衛星てんこうは、九州工業大学の学生が開発した人工衛星。2018年10月29日H-IIAロケット40号機によって打ち上げられた。大分県航空機産業参入研究会に加入している大分県内中小企業4社が共同制作した。高度600km付近でコンピューターに誤作動を引き起こす宇宙線の観測などを行う。

## 概要
直径約50cmの14面体の形状をした重さ約23kgの超小型衛星。
九州工業大学がJAXAから採択され、4社とともに制作を行った。2017年7月にプロジェクトが始まり、1年間かけて完成させた。